# Машина для вбивства
Машина для вбивства (англ. The Killing Machine) — канадський бойовик 1994 року.

## Сюжет
Найманий вбивця Харлін Гаррет, ховаючись від поліції, отримує смертельні опіки. По дорозі в госпіталь автомобіль швидкої допомоги перехоплений секретними спецслужбами. Тепер Харлін отримує нове ім'я і нову легенду. Він повинен працювати на уряд, вбивати для них. Якщо він відмовиться, то підпише собі смертний вирок.

## У ролях
- Джефф Вінкотт — Харлін Гаррет
- Майкл Айронсайд — містер Грін
- Террі Хоукс — доктор Енн Кендалл
- Девід Кемпбелл — Тернер
- Каліста Керрадайн — Джейн
- Річард Фіцпатрік — Бейкер
- Джефф Пастіл — Коннерс
- Майкл Коупмен — Стів Роджерс
- Девід Болт — Том Хансен
- Марк Даффус — доктор 1
- Тайрон Бенскін — доктор 2
- Дуглас О'Кіффі — сержант Террі
- Ніл Кроун — головна медсестра
- Руперт Гарві — Rasta Man
- Десмонд Кемпбелл — охорона
- Ронда Тоуеллс — медсестра
- Ерік Брайсон — Stunts
- Брайан Окес — блондин
- Лью Леман — літня людина
- Роуг Джонстон — Gang Banger 1
- Пол Стайлз — Gang Banger 2
- Сенді Сталбренд — репортер
- Стефані МакКіоун — дружина Коннерса
- Марк Донато — дитина Коннерса
- Вінс Маріно — прибиральник
- Тім МакМенамін — людина Гріна 2
- Марк Адамс — людина Гріна 3
- Патрісія-Ванесса Джіорсетто — танцюристка
- Клодін Гарді — танцюристка
- Кім Холленд — танцюристка
- Сьюзен Кемпбелл — танцюристка